# 豁埃馬闌勒
豁埃馬闌勒是《蒙古秘史》中记载的成吉思汗二十二代先祖，蒙古语汉译为白鹿，与其丈夫孛儿帖赤那（“苍狼”的意思） 为蒙古图腾苍狼白鹿的来源。
根据《蒙古秘史》，苍狼白鹿生下了蒙古人先祖巴塔赤罕，传至十一代，有子二人传到第十一代，有兄弟二人，兄都蛙锁豁儿有四子，迁移出去成为朵儿边部（Dorben，意为四）；弟朵奔篾儿干娶豁里秃马惕部女子阿阑豁阿为妻，生二子，其后裔各成一部。朵奔死后，阿阑豁阿感天光而孕，又生三子，长不忽合塔吉，后裔为合答斤部（名见《金史》，作合底忻），次不合秃撒勒只，后裔为撒勒只兀惕部（名见《金史》，作“山只昆“，元代又译“散只兀”/“珊竹”）；幼子孛端察儿，后裔为孛儿只斤部，从这一支又分衍出约二十个氏族或部落。孛端察儿就是成吉思汗的十世祖，《元史·宗室世系表》称为“始祖”。